# Environmentalismus
Environmentalismus (z anglického environment – životní prostředí) je politické a etické hnutí, které obhajuje zachování, obnovu a/nebo zlepšení přírodního prostředí, někdy je také zmiňován jako hnutí pro kontrolu znečištění či ochranu diverzity rostlin a živočichů. Environmentalismus usiluje o změnu společenských, politických a ekonomických mechanismů, které životní prostředí poškozují. Environmentalismus je směr, který se zabývá ochranou a zachováním nepoškozeného životního prostředí. Počátky environmentalismu sahají do 18.–19. století, kdy začala průmyslová revoluce, jako odpověď na negativní dopad industrializace na životní prostředí. Vznik tohoto směru je velice rozmanitý. Nelze určit jednu zemi či kontinent, kde tento směr vznikl, ale přesto při zmínění tohoto moderního hnutí se nám první vybaví Spojené státy americké.
Svým objektem je environmentalismus blízký vědnímu oboru environmentalistika, která se zabývá vztahy mezi přírodou a společností, případně ekologii, která se zabývá vztahu mezi organismy a prostředím.

## Environmentalismus a ekologismus
Termíny environmentalismus a ekologismus někteří chápou jako synonyma. Jiní slovo ekologismus vyhrazují pro radikální, nekompromisní environmentalismus.

## Dějiny
V 60. letech 20. století vzniklo ekologické hnutí jako reakce na dlouhodobé znečišťování životního prostředí. Nejdříve se jednalo pouze o téměř bezvýznamné hnutí, které postupem času nabíralo na velké síle a začalo mít význam i v národní sféře. Již v 70. letech toto hnutí ve Spojených státech amerických dokázalo ochránit velké množství lesů a také vytvořit přírodní parky a rezervace. Jako významnou osobnost, která měla velký impakt na počátky tohoto hnutí, je důležité zmínit americkou spisovatelku Rachel Carson, která byla autorkou knihy „Silent Spring”, která se později stala „biblí” tohoto hnutí. Kniha „Silent Spring” je rozdělena do pěti částí. Čtyři z nich nesou název ročních období a pátá část – epilog, se zabývá vznikem ekologického hnutí v letech 1960 až 1970. Tato knížka byla pro mnohé takzvaným „wake up call”. Dalšími významnými idoly ekologického hnutí byl Móhandás Karamčand Gándhí, indický politický a spirituální vůdce též nazývaným „Otec národa”. Mahátma Gándhí žil v Jižní Africe, kde se zapojil do bojů proti rasismu a inspiroval mnohá antikoloniální hnutí v Asii. Také byl jedním z prvních environmentalistů, kteří si uvědomovali dopad průmyslové revoluce na životní prostředí.
O environmentalismu jako o politické teorii lze hovořit od počátku 60. let 20. století. V tomto období se mnozí ekologové začali věnovat problematice životního prostředí, především populačnímu růstu a někteří se snažili nabídnout řešení a pracovali např. s myšlenkou zapojení některých východních filosofií do běžného života. Vycházejí vlivné publikace (Rachel Carson: Tiché jaro, Donella Meadows a Dennis Meadows: Meze růstu) a i díky tomu se ekologie dostala do povědomí mnoha lidí a začalo se o ní diskutovat. Zároveň se zakládají různé ekologické nátlakové [zdroj?] skupiny – např. Greenpeace, Friends of the Earth atd. – a v průběhu 80. let vznikají v evropských zemích strany zelených, které časem dokáží proniknout i do vlád.
V České republice má environmentalismus své zástupce v některých členech Strany zelených, Zelených, Strany pro otevřenou společnost a skupiny v rámci pokusů o vytvoření ekoplatformy SOCDEM (Zelená platforma, Platan, Zvonečník).

## Zelená politika
Zelená politika nabývá na významu až po 60. letech 20. století, kdy velké množství stran ve Švédsku, Francii, Německu a Velké Británii se oddělilo od tehdy již existujících politických stran. To samé následovalo i v Evropské unii, kde po rozdělení německé strany zelených na dvě frakce realo a fundi a jejich znovu spojením vznikla nejúspěšnější koaliční strana zvaná Evropská strana zelených. Jejich hlavním cílem je v současné době zlepšit lidská práva, environmentalismus, vytvářet dobrá pracovní místa, podpořit mladé lidi a budovat silnou demokratickou Evropu.

## Den Země
Velkou iniciativou ekologického hnutí se stala jedna z největších demonstrací na světě, která se konala 22. dubna 1970. V přes 1000 městech po celých Spojených státech amerických se konaly hromadné protesty. Na demonstracích se pořádaly hromadné úklidy, sázení stromů, tiché protesty před znečisťujícími společnostmi. Je odhadováno 20 miliónu zúčastněných. Byly vytvořeny mnohé symbolizující slogany např. „Plant more Trees”, „Sue the Grizzly” a „Sue the Bastards”. V současné době se konají další klimatické protesty například v USA, v Indii, ve Švédsku či v Chile. Jednou z nejznámějších mladých aktivistek se stala studentka střední školy Greta Thunberg. Greta T. se stala idolem ekologického hnutí, protože i v tak mladém věku byla schopna ovlivnit a zaujmout celý svět ať už svými protesty ve Švédsku či svou 15 denní cestou lodí do USA.

## Světový fond pro ochranu přírody (WWF)
Světový fond na ochranu přírody vznikl v roce 1961 v italském městě Assisi, rodném městě Sv. Františka. Jedná se o jednu z největších ochranných organizací přírody na světě. V současné době působí ve více než 100 státech například Namibie či okolní státy Amazonie. Jejich prioritou je upozornit na globální problémy spojené s přírodou – ochrana ohrožených druhů zvířat a rostlin, zachování biodiverzity, globální oteplování, nedostatek potravy či čistota vody atd.

## Hnutí ekologické – Indie
Indie byla velmi ovlivněná nadvládou Velké Británie, které se úspěšně podařilo zindustrializovat Indii. Na toto reagovali mnozí environmentalisté. Stejný problém současně i v Severní Americe, kde docházelo k odlesnění a znehodnocování půdy následkem průmyslové revoluce a zemědělské kolonizace. Dešťové pralesy se časem měnily na čajové plantáže či plodiny s větším komerčním využitím. I přes jejich dalekou vzdálenost americká publikace „Man and Nature” a vznik Indického lesního oddílu je možné vnímat jako stejnou reakci na současné dění.

## Kritika
Podle libertariánů a neoliberálů environmentalismus nepřípustně omezuje svobodu trhu a soukromé vlastnictví výrobních prostředků. Václav Klaus označil environmentalismus za nový komunismus. Podle Klause environmentalismus „vzývá zemi a přírodu a pod hesly o jejich ochraně – podobně jako staří marxisté – se snaží nahradit svobodný spontánní vývoj lidstva centrálním (nyní globálním) plánováním celého světa“.
Podle názoru „skeptických ekologů“ (jejichž zástupci jsou například Bjørn Lomborg nebo Ivan Brezina) environmentalisté přehánějí svá tvrzení, vytvářejí „strašáky“ (DDT, jaderná energetika), prezentují jen fakta podporující jejich názor a prosazují nákladná a málo efektivní opatření. Upozorňují též na to, že pro mnoho lidí se ochrana životního prostředí stala jakousi náhražkou náboženství.